# Ranh giới (phim 2002)
Ranh giới là bộ phim điện ảnh truyền hình của Việt Nam năm 2002 do Vũ Hồng Sơn đạo diễn; Trần Anh Đào viết kịch bản với các diễn viên Tăng Nhật Tuệ, Thu An, Minh Hòa, Phạm Cường, Minh Phương,

## Nội dung
Nam sống trong một gia đình tưởng như hoàn hảo khi cả bố và mẹ đều là giám đốc của hai công ty khá lơn. Nhưng bên trong gia đình này, ông Trường phải đối mặt với các cáo buộc gian lận, bà Hà có quan hệ gian díu với Dương, luật sư của gia đình, còn Nam thường bị một số bạn trêu trọc.
Khi Phương, con gái một người thân của gia đình đột ngột qua đời do tai nạn giao thông, Nam luôn bị trầm cảm và mất đi một người bạn, việc học của cậu xuống dốc. Bà Hà nhờ Dương làm luật sư cho mẹ của Phương nhưng vụ kiện bị phía gây án dìm xuống. Mối quan hệ giữa Dương và Hà cũng bị ông Trường phát hiện.

## Diễn viên
- Tăng Nhật Tuệ trong vai Nam
- Thu An trong vai Bà vú
- Minh Hòa trong vai Phan Nguyệt Hà (mẹ Nam)
- Phạm Cường trong vai Vũ Tiến Trường (bố Nam)
- Minh Phương trong vai Mẹ Phương
- Bạc Mai A trong vai Phương
- Tuấn Quang trong vai Luật sư Dương
- Hoàng Yến trong vai Vợ Dương
- Tạ Minh Thảo trong vai Chủ quán (danh đề: Thanh Thảo)
- Minh Tuấn trong vai Nhân viên (danh đề: Thế Tuấn)

## Sản xuất
Tăng Nhật Tuệ nhận được vai diễn dù ban đầu vai này được giao cho một sinh viên đang theo học tại trường Đại học Sân khấu – Điện ảnh Hà Nội nhưng để không ảnh hưởng đến việc học nhà trường đã cấm sinh viên này tham gia đóng phim.

## Giải thưởng
| Năm  | Giải thưởng                                | Hạng mục      | Kết quả         | Tham khảo   |
| ---- | ------------------------------------------ | ------------- | --------------- | ----------- |
| 2003 | Giải Cánh diều 2002                        | Phim video    | Cánh diều Bạc   | [ 2 ]       |
| 2003 | Liên hoan Truyền hình toàn quốc lần thứ 22 | Phim ngắn tập | Huy chương Vàng | [ 4 ] [ 5 ] |